# Éléphant de Dieppe
L'éléphant de Dieppe ou éléphant de Henri IV est un jeune éléphant d'Afrique femelle, offert au roi de France Henri IV en 1591. 
Appartenant certainement à l'espèce Loxodonta africana (éléphant de savane), il est capturé en Afrique de l'Ouest par des Africains avant d'être acquis par des marins dieppois, qui le transportent, moyennant certaines difficultés logistiques, à Dieppe, où il arrive le 9 juin 1591 après un voyage d'environ un mois. Son arrivée est considérée comme un événement.
Ce cadeau royal des Dieppois à Henri IV coûte cher à ce dernier, à cause des besoins quotidiens d'un tel animal. Henri IV s'en débarrasse en 1592 en l'offrant à la reine d'Angleterre Élisabeth Ire. L'éléphant est transporté à Londres et il semble qu'il meurt peu après.

## Histoire

### Arrivée à Dieppe
Cet éléphant d'Afrique arrive à Dieppe le 9 juin 1591, transporté à bord d'un bateau en provenance d'Afrique de l'Ouest. C'est un événement, relevé comme tel par les chroniqueurs. David Asseline, dans son livre Les Antiquitez et chroniques de la ville de Dieppe (vers 1682) note : 

« Pendant que les Dieppois entreprenoient des expéditions par terre, ils ne laissoient pas de trafiquer sur mer et d’y faire des voyages de long-cours. D’où vint que, le dimanche, 9 de juin, un de leurs vaisseaux, qui estoit parti de Guinée, arriva à Dieppe, et apporta en cette ville, entre autres choses rares, un éléphant âgé de cinq mois. »

Un autre chroniqueur, Michel-Claude Guibert, auteur des Mémoires pour servir à l’histoire de la ville de Dieppe, relève aussi l'événement, tout en corrigeant l'âge de l'animal : « Le 9 juin 1591, on vit arriver dans ce port un navire qui en étoit parti et revenoit de Guinée. Il en aportoit des raretez, parmi lesquelles il y avoit un elephant de cinq ans ». 
Charles Desmarquets (1698-1760), dans ses Mémoires chronologiques pour servir à l’histoire de Dieppe et à celle de la navigation française, se trompe en datant l'arrivée de l'éléphant : « Les négociants de cette ville envoyèrent leurs vaisseaux dans les Indes, dans l’Afrique & dans l’Amérique. Un, entr’autres, apporta le 12 juin 1593, un éléphant de dix ans, bien vivant. Ce parut extraordinaire aux François, qui n’en avoient point vu de son espèce de mémoire d’hommes ».

### Un éléphant d'Afrique
D'après les sources anglaises sur cet animal, il s'agit d'une femelle. Un mâle aurait probablement été trop difficile à contrôler, notamment pendant les périodes de rut. L'âge indiqué par David Asseline n'est pas possible, puisque l'éléphanteau n'est sevré qu'entre quatre et sept ans, en moyenne vers cinq ans (peu de temps avant la naissance suivante) et dépend de sa mère jusqu'à cet âge. Charles Desmarquets lui donne dix ans d'âge. C'est peu probable, parce qu'il aurait été alors proche de la taille adulte, alors qu'il continue à grandir beaucoup en Angleterre. L'âge d'environ  cinq ans rapporté par Michel-Claude Guibert semble donc vraisemblable.
Les chroniqueurs affirment qu'il venait de Guinée, mot qui peut désigner l'Afrique de l'Ouest du Sénégal au Ghana actuels. D'après les voyages effectués à cette époque par les marins de Dieppe, il pourrait provenir de trois régions côtières différentes, correspondant à la Sénégambie, à la région de Cestos River au Liberia ou à Saint-Georges-de-la-Mine ou Accra au Ghana. Il appartient certainement à l'espèce Loxodonta africana (éléphant de savane) plutôt qu'à l'espèce Loxodonta cyclotis (éléphant de forêt). Il est impossible qu'il ait été capturé par les marins dieppois eux-mêmes, qui ne disposent pas du savoir-faire nécessaire pour chasser l'éléphant, activité particulièrement dangereuse. Sur les côtes africaines, l'éléphant est alors un cadeau de prestige, mais on ignore comment les Dieppois l'ont acquis.

### Transport
Le navire qui rapporte l'éléphant à Dieppe le 9 juin 1591 a probablement quitté ce port au mois de mars précédent. Le voyage est effectué pendant la saison sèche, avant les fortes chaleurs. Pour pouvoir transporter un éléphanteau qui devait mesurer entre 1,60 m et 1,80 m à l'épaule, il a fallu modifier le bateau. En effet, l'entrepont des bateaux alors habituellement utilisés par les Dieppois ne mesure qu'environ 1,30 m. On connaît d'autres exemples de ces aménagements effectués en cours de voyage, sur place, par les charpentiers de marine embarqués, ce qui n'enlève rien à la difficulté de l'opération.
Chaque jour, un éléphant d'Afrique adulte avale entre 100 et 300 kg de végétaux frais (feuilles, herbes, racines, fruits, écorces, branches), moins en saison sèche, plus en saison humide. Un éléphanteau en captivité, à l'activité très réduite et pesant entre 600 kg et une tonne, consomme beaucoup moins, entre 9 et 15 kg par jour, soit 450 kg pour 30 jours de voyage. Il faut aussi prévoir de l'eau douce, entre 80 et 140 litres par jour, donc entre 2 400 et 4 200 litres d'eau. On peut calculer que le stockage de la nourriture et de l'eau occupe au minimum 10 à 12 m3.
Pour réduire le très important stress subi par ce jeune animal, la présence d'un soigneur africain expérimenté a sans doute été nécessaire, même si les sources de l'évoquent pas, peut-être parce que les Dieppois ont déjà vu des Africains noirs.

### Cadeau royal en France
Les Dieppois offrent cet éléphant à Henri IV. Officiellement roi de France depuis le début août 1589, Henri IV est en pleine guerre contre la Ligue. Il est arrivé le 6 août 1689 à Dieppe, qui lui sert de base pour reconquérir la Normandie. Par ce cadeau considéré comme royal, les Dieppois honorent leur roi. Depuis le XVe siècle, des éléphants en bois ou des peintures représentant des éléphants sont montrés lors des couronnements et des entrées royales. Toutefois, être capable d'offrir un véritable éléphant vivant montre les capacités logistiques rares acquises par les marins dieppois. 

Le 10 juillet 1591, le gouverneur de Dieppe, Aymar de Chaste, conclut un contrat avec un Flamand installé à Dieppe, Abraham de Grandrue, pour abriter et nourrir l'éléphant moyennant 20 sous par jour, sans compter les frais liés à la location de bâtiments, une étable avec un jardin et une pièce, probablement pour le soigneur : 

« Ce jourdhuy, suivant le commandement verbal qui nous a esté faict par le roy de faire nourrir un elephant estans en ceste ville de Dieppe, avons convenu de prix avec Abraham de Granrue, Flamen, pour la nourriture dudit ellephant par le prix et somme de vingt sols pour jour, sans y comprendre le louage d’une chambre, estable, et jardin necessaire pour accomoder ledit elephant, qui seront paiez separement, avec les couvertures et aultres ustancilles necessaires, suivant l’estat qui en sera dressé, sans en charger de paiement ledit Granrue. Et luy avons accordé que les denyers qui proviendront des personnes qui vouldront veoir ledit elephant demeureront a son proffict. Et luy sera ladite somme de xx sous par chacun jour paiee par le receveur general des finances estably en ceste ville, par chacune sepmaine. Faict a Dieppe, le dixieme jour de juillet m vc iiiixx xi. »

C'est une dépense élevée, égal au salaire quotidien d'un maître-maçon de Paris ou à 1,5 fois celui d'un ouvrier du bâtiment. Le 29 juillet 1591, le roi Henri IV donne l'ordre au bureau des finances de Dieppe de passer un contrat pour faire nourrir et soigner l’éléphant, en puisant dans les fonds de la trésorerie générale de Rouen : 

« Noz amez et féaulx, Par ce que nous désirons que l'elléphant qui nous a esté admené des Indes soit conservé et gardé comme chose rare et qui ne s'est encore veue en cestuy nostre roiaulme, nous vous mandons faire marché avec quelque personne qui s'entende à le traicter, nourrir et gouverner, et, des déniez de nostre recepte générale de Rouen, transférée à Dieppe, faire paier par le dit recepveur général ce qui sera de besoing pour loger celluy qui en aura la charge et le dit elléphant, et tous aultres frais qui concerneront la dicte nourriture. »

Contrairement à ce qu'il croit, Henri IV n'est pas le premier souverain de France à recevoir un éléphant. En 797 ou en 802, le calife Hâroun ar-Rachîd en envoie un, nommé Abul-Abbas, à Charlemagne,. Cet éléphant meurt en 810. Vers 1255, le roi de France Louis IX, de retour de la septième croisade, offre un éléphant au roi d'Angleterre Henri III,,. Ailleurs en Europe, dans les années 1480, un éléphant est montré aux Pays-Bas et en Allemagne et meurt peut-être noyé dans le Rhin. Au XVIe siècle, les Portugais transportent d'Asie des éléphants, envoyés à Rome, Vienne et Madrid. Toutefois, ces animaux semblent plutôt être des éléphants d'Asie, plus dociles que les éléphants d'Afrique.

### Cadeau royal en Angleterre
Le 4 septembre 1592, Henri IV ordonne à Aymar de Chaste de faire transporter l'éléphant en Angleterre, pour l'offrir à la reine Élisabeth Ire : 

« Monsieur de Chaste,
Ayant entendu que la royne d'Angleterre, madame ma bonne seur, auroit agréable ung éléphant qui est à Dieppe, je luy en ay faict present, comme je ferois encores plus vollontiers de chose plus excellente si je l'avois. Et pour ce, je vous prie, sy vous avez moien de luy envoyer seurement, de n'en perdre la premiere comodité, ou bien attendre sur ce le commandement qu'elle vous pourra faire pour le dellivrer à celluy qui aura charge de le recevoir de sa part. »

En offrant cet éléphant à la reine d'Angleterre,,, Henri IV s'en débarrasse rapidement, peut-être parce que son entretien est coûteux,, tout en faisant un cadeau à une alliée. Il réclame qu'on lui rapporte un éléphant mâle. 
De son côté, Élisabeth Ire charge un marchand anglais installé à Dieppe, Ottywell Smith, d'organiser le transport. Pour cela, Peter Brown et Abraham Granrue réclament 11 sous par jour, plus l'argent payé par les curieux qui viennent voir l'éléphant. Il est transporté de Dieppe à Londres le 30 septembre 1592. Toutefois, la reine trouve que l'animal grandit trop vite.
Comme quelques vers du poète John Donne en attestent, l'éléphant est montré au public, qui paye pour cela, dans la Tour de Londres. En avril 1593, Noël de Caron, seigneur de Shonnewalle, Anglais installé aux Provinces-Unies, demande à Robert Cecil, secrétaire d'État, de faire transporter pour quelques mois l'éléphant aux Provinces-Unies, pour le montrer au public. Robert Cecil espère ainsi de nouvelles recettes pour faire face au coût de l'entretien de l'animal. Toutefois, on ignore si ce projet a été exécuté, puisqu'on perd la trace de cet éléphant, probablement mort rapidement après son arrivée à Londres. En plus d'une nourriture certainement peu adaptée, du manque d'exercice physique, cet éléphanteau a dû particulièrement souffrir d'être privé d'interactions avec ses congénères, alors que les éléphants sont des animaux très sociaux.